# Lista de espécies do gênero Acalypha
A seguir está uma lista com as espécies de árvores e arbustos do gênero Acalypha.

## Espécies
- Acalypha abingdonii
- Acalypha acapulcensis
- Acalypha accedens
- Acalypha accedens f. brachyandra
- Acalypha acrogyna
- Acalypha acuminata
- Acalypha adenophora
- Acalypha adenostachya
- Acalypha afrestis
- Acalypha agrestis
- Acalypha akoensis
- Acalypha alchorneoides
- Acalypha alexandri
- Acalypha alexandrii
- Acalypha aliena
- Acalypha allenii
- Acalypha alnifolia
- Acalypha alopecuroidea
- Acalypha alopecuroidea var. glanduligera
- Acalypha alopecuroides
- Acalypha amantacea
- Acalypha ambigua
- Acalypha ambiodonta
- Acalypha ambliodonta
- Acalypha amblyodonta
- Acalypha amboynensis
- Acalypha amentacea
- Acalypha amentacea subsp. wilkesiana
- Acalypha amentacea var. grandis
- Acalypha amentacea var. heterotricha
- Acalypha amentacea var. palauensis
- Acalypha amentacea var. trukensis
- Acalypha amentacea var. velutina
- Acalypha amentacea wilkesiana
- Acalypha amphigyne
- Acalypha amplexicaulis
- Acalypha ampliata
- Acalypha amplifolia
- Acalypha anadenia
- Acalypha andina
- Acalypha andringitrensis
- Acalypha anemioides
- Acalypha angatensis
- Acalypha angustata
- Acalypha angustifolia
- Acalypha angustissima
- Acalypha annobonae
- Acalypha apetiolata
- Acalypha apodanthes
- Acalypha arborea
- Acalypha arciana
- Acalypha argomuelleri
- Acalypha argomulleri
- Acalypha aristata
- Acalypha aronioides
- Acalypha arvensis
- Acalypha aspericocca
- Acalypha asterifolia
- Acalypha australis
- Acalypha bakeriana
- Acalypha balansae
- Acalypha baroni
- Acalypha baronii
- Acalypha benensis
- Acalypha benguelensis
- Acalypha berteriana
- Acalypha berteroana
- Acalypha betulaefolia
- Acalypha bilbergiana
- Acalypha bipartita
- Acalypha bisetosa
- Acalypha boinensis
- Acalypha boiviniana
- Acalypha boliviensis
- Acalypha bopiana
- Acalypha botteriana
- Acalypha brachiata
- Acalypha brachyclada
- Acalypha brachystachya
- Acalypha bracteata
- Acalypha brasiliensis
- Acalypha brasiliensis f. obtusa
- Acalypha brevibracteata
- Acalypha brevicaulis
- Acalypha brevipetiolata
- Acalypha brittoni
- Acalypha brittonii
- Acalypha buchtieni
- Acalypha buchtienii
- Acalypha buddleifolia
- Acalypha bullata
- Acalypha burquezii
- Acalypha bussei
- Acalypha caeciliae
- Acalypha californica
- Acalypha calyciformis
- Acalypha campylostyla
- Acalypha capensis
- Acalypha caperonioides
- Acalypha capillaris
- Acalypha capillipes
- Acalypha capitata
- Acalypha capitellata
- Acalypha cardiophylla
- Acalypha caroliniana
- Acalypha carrascoana
- Acalypha carthagenensis
- Acalypha carthagenesis
- Acalypha castroviejoi
- Acalypha caturus
- Acalypha celebica
- Acalypha centromalayca
- Acalypha ceraceopunctata
- Acalypha chamaedrifolia
- Acalypha chamaedryfolia
- Acalypha chiapensis
- Acalypha chibomboa
- Acalypha chirindica
- Acalypha chlorocardia
- Acalypha chocoana
- Acalypha chordantha
- Acalypha chorisandra
- Acalypha chuniana
- Acalypha ciliata
- Acalypha cincta
- Acalypha cinerea
- Acalypha cinnamomifolia
- Acalypha cinnamomifolia var. induta
- Acalypha claoxyloides
- Acalypha clausseni
- Acalypha claussenii
- Acalypha clutioides
- Acalypha codonocalyx
- Acalypha coleispica
- Acalypha colombiana
- Acalypha communis
- Acalypha communis f. hirsutissima
- Acalypha comonduana
- Acalypha comorensis
- Acalypha comunis
- Acalypha concinna
- Acalypha confertiflora
- Acalypha conspicua
- Acalypha contermina
- Acalypha controversa
- Acalypha cordifolia
- Acalypha coryloides
- Acalypha costaricensis
- Acalypha crassa
- Acalypha crenata
- Acalypha cristata
- Acalypha crockeri
- Acalypha cubensis
- Acalypha cundinamarcensis
- Acalypha cuneata
- Acalypha cupamenica
- Acalypha cuprea
- Acalypha cuspidata
- Acalypha dalzellii
- Acalypha deamii
- Acalypha decaryana
- Acalypha delgadoana
- Acalypha delpyana
- Acalypha deltoidea
- Acalypha depauperata
- Acalypha depressa
- Acalypha depressinervia
- Acalypha dewevrei
- Acalypha dictyoneura
- Acalypha dictyoneura f. reducta
- Acalypha dictyoneura forma reducta
- Acalypha didimantha
- Acalypha digyneia
- Acalypha digynostachya
- Acalypha dikuluwensis
- Acalypha diminuata
- Acalypha diminuta
- Acalypha dimorpha
- Acalypha dioica
- Acalypha dissitiflora
- Acalypha distans
- Acalypha divaricata
- Acalypha diversifolia
- Acalypha diversifolia var. caloneura
- Acalypha douilleana
- Acalypha dregei
- Acalypha dumetorum
- Acalypha echinus
- Acalypha eckloni
- Acalypha ecklonii
- Acalypha ecuadorica
- Acalypha eggersii
- Acalypha elizabethae
- Acalypha elizabethiae
- Acalypha elliptica
- Acalypha elskensi
- Acalypha elskensii
- Acalypha emirnensis
- Acalypha engleri
- Acalypha erecta
- Acalypha eremorum
- Acalypha eriophylla
- Acalypha eriophylloides
- Acalypha erosa
- Acalypha erubescens
- Acalypha eugenifolia
- Acalypha eugeniifolia
- Acalypha euphrasiostachys
- Acalypha explorationis
- Acalypha 'Fairy Dust'
- Acalypha fasciculata
- Acalypha ferdinandi
- Acalypha ferdinandii
- Acalypha filifera
- Acalypha filiformis
- Acalypha filiformis subsp. rubra
- Acalypha filiformis var. goudotiana
- Acalypha filiformis var. ovalifolia
- Acalypha filiformis var. pervilleana
- Acalypha filiformis var. urophylla
- Acalypha filiformis var. urophylloides
- Acalypha filipes
- Acalypha fimbriata
- Acalypha firmula
- Acalypha fissa
- Acalypha flaccida
- Acalypha flagellata
- Acalypha flavescens
- Acalypha foliosa
- Acalypha forbesii
- Acalypha foresteriana
- Acalypha forsteriana
- Acalypha fournieri
- Acalypha fragilis
- Acalypha fredericii
- Acalypha friesii
- Acalypha friexii
- Acalypha fructicosa
- Acalypha fruticosa
- Acalypha fruticosa var. eglandulosa
- Acalypha fruticulosa
- Acalypha fulva
- Acalypha fuscescens
- Acalypha gaumeri
- Acalypha gigantesca
- Acalypha gillmanii
- Acalypha glabrata
- Acalypha glabrata f. glabrata
- Acalypha glabrata f. pilosior
- Acalypha glandulifera
- Acalypha glandulifolia
- Acalypha glandulosa
- Acalypha glechomaefolia
- Acalypha glechomifolia
- Acalypha godseffiana 'Firestorm'
- Acalypha godseffiana 'Heterophylla'
- Acalypha godseffiana 'Inferno'
- Acalypha gossweileri
- Acalypha gracilens
- Acalypha gracilens monococca
- Acalypha graciliens
- Acalypha gracilis
- Acalypha grandibracteata
- Acalypha grandispicata
- Acalypha grisea
- Acalypha grisebachiana
- Acalypha grueningiana
- Acalypha guatemalensis
- Acalypha gummifera
- Acalypha hainanensis
- Acalypha haploclada
- Acalypha harmandiana
- Acalypha hassleriana
- Acalypha havanensis
- Acalypha hederacea
- Acalypha helenae
- Acalypha hellwigii
- Acalypha hellwigii var. mollis
- Acalypha hernandifolia
- Acalypha hernandifolia var. pubescens
- Acalypha hernandiifolia
- Acalypha hernandiifolia var. pubescens
- Acalypha herzogiana
- Acalypha heteromorpha
- Acalypha hibiscifolia
- Acalypha hildebrandtii
- Acalypha hirsutissima willd
- Acalypha hispaniolae
- Acalypha hispida
- Acalypha hispida 'Alba'
- Acalypha hispida 'Hispaniola'
- Acalypha hochstetteriana
- Acalypha hoffmanniana
- Acalypha hologyna
- Acalypha homblei
- Acalypha hontauyuensis
- Acalypha huillensis
- Acalypha humbertii
- Acalypha humboltiana
- Acalypha hutchinsonii
- Acalypha hypogaea
- Acalypha illustrata
- Acalypha inaequalia
- Acalypha inaequalis
- Acalypha inaequilatera
- Acalypha indica
- Acalypha 'Inferno'
- Acalypha infesta
- Acalypha infestans var. rotundifolia
- Acalypha insulana
- Acalypha insulana var. anisodonta
- Acalypha insulana var. flavicans
- Acalypha insulana var. insulana
- Acalypha insularis
- Acalypha integrifolia
- Acalypha integrifolia integrifolia
- Acalypha integrifolia marginata
- Acalypha integrifolia panduriformis
- Acalypha integrifolia subsp. marginata
- Acalypha integrifolia subsp. panduriformis
- Acalypha integrifolia var. crateriana
- Acalypha integrifolia var. gracilipes
- Acalypha integrifolia var. longifolia
- Acalypha integrifolia var. parvifolia
- Acalypha integrifolia var. saltuum
- Acalypha intermedia
- Acalypha irazuensis
- Acalypha jamaicensis
- Acalypha japonica
- Acalypha jardinii
- Acalypha jerzedowskii
- Acalypha jubifera
- Acalypha juliflora
- Acalypha juruana
- Acalypha karposi
- Acalypha karwinskii
- Acalypha katharinae
- Acalypha kerrii
- Acalypha koraensis
- Acalypha kotoensis
- Acalypha kraussiana
- Acalypha laevigata
- Acalypha lagascana
- Acalypha lagoensis
- Acalypha lagopus
- Acalypha lanceolata
- Acalypha lanceolata var. glandulosa
- Acalypha lancetillae
- Acalypha langiana
- Acalypha langiana var. vigens
- Acalypha laxiflora
- Acalypha lechleri
- Acalypha leicesterfieldiensis
- Acalypha leonii
- Acalypha lepidopagensis
- Acalypha lepinei
- Acalypha lepostachya
- Acalypha leptoclada
- Acalypha leptomyura
- Acalypha leptopoda
- Acalypha leptopoda mollis
- Acalypha leptorhachis
- Acalypha liebmanniana
- Acalypha lignosa
- Acalypha lindeniana
- Acalypha lindheimeri
- Acalypha linearifolia
- Acalypha linostachys
- Acalypha longipes
- Acalypha longipetiolata
- Acalypha longispica
- Acalypha longispicata
- Acalypha longistipularis
- Acalypha lotsii
- Acalypha lovelandii
- Acalypha lucida
- Acalypha lundellii
- Acalypha lyallii
- Acalypha lyciodes
- Acalypha lycioides
- Acalypha lyonsii
- Acalypha maccafeeana
- Acalypha macrodonta
- Acalypha macrostachya
- Acalypha macrostachyoides
- Acalypha macrotachya
- Acalypha macularis
- Acalypha madagascariensis
- Acalypha madreporica
- Acalypha maestrensis
- Acalypha mairei
- Acalypha mairei f. schneideriana
- Acalypha mairei forma schneideriana
- Acalypha malabarica
- Acalypha malawiensis
- Acalypha mandoni
- Acalypha mandonii
- Acalypha manniana
- Acalypha mapirensis
- Acalypha marginata
- Acalypha marissima
- Acalypha martiana
- Acalypha matsudai
- Acalypha matudae
- Acalypha mayana
- Acalypha medibracteata
- Acalypha medibracteata var. calcicola
- Acalypha meiodonta
- Acalypha melochiaefolia
- Acalypha melochiifolia
- Acalypha membranacea
- Acalypha menavody
- Acalypha mentiens
- Acalypha mexicana
- Acalypha meyeri
- Acalypha michoacanensis
- Acalypha microcephala
- Acalypha microgyne
- Acalypha microphylla
- Acalypha microphylla var. interior
- Acalypha microstachya
- Acalypha mogotensis
- Acalypha mollis
- Acalypha monococca
- Acalypha monostachya
- Acalypha mortoniana
- Acalypha muelleriana
- Acalypha multicanlis
- Acalypha multicaulis
- Acalypha multifida
- Acalypha multiflora
- Acalypha multispicata
- Acalypha muralis
- Acalypha mutisii
- Acalypha mutissi
- Acalypha nana
- Acalypha nematorhachis
- Acalypha nemorum
- Acalypha neomexicana
- Acalypha neo-mexicana
- Acalypha neptunica
- Acalypha neptunica var. pubescens
- Acalypha nervulosa
- Acalypha nitschkeana
- Acalypha noronhae
- Acalypha notteana
- Acalypha novoguineensis
- Acalypha nubicola
- Acalypha nyasica
- Acalypha oblancifolia
- Acalypha obovata
- Acalypha obscura
- Acalypha obtusidens
- Acalypha ocymoides
- Acalypha oligantha
- Acalypha oligodonta
- Acalypha omissa
- Acalypha oreopola
- Acalypha ornata
- Acalypha ostryaefolia
- Acalypha ostryifolia
- Acalypha oxyodonta
- Acalypha padifolia
- Acalypha pallescens
- Acalypha palmeri
- Acalypha pancheriana
- Acalypha paniculata
- Acalypha papillosa
- Acalypha paraguariensis
- Acalypha parvula
- Acalypha parvula var. chathamensis
- Acalypha parvula var. reniformis
- Acalypha parvula var. strobilifera
- Acalypha patens
- Acalypha paucifolia
- Acalypha paupercula
- Acalypha peckoltii
- Acalypha pedicellata
- Acalypha peduncularis
- Acalypha pendula
- Acalypha pendula 'Firetail'
- Acalypha perrieri
- Acalypha peruviana
- Acalypha peruviens
- Acalypha petiolaris
- Acalypha pheloides
- Acalypha phleoides
- Acalypha phleoides f. dioica
- Acalypha phyllonomifolia
- Acalypha pigmaea
- Acalypha pilocardia
- Acalypha pilosa
- Acalypha pippenii
- Acalypha platyphylla
- Acalypha pleiogyne
- Acalypha plicata
- Acalypha pohliana
- Acalypha poiretii
- Acalypha polymorpha
- Acalypha polyspicata
- Acalypha polystachya
- Acalypha portoricensis
- Acalypha primula
- Acalypha pringlei
- Acalypha pruinosa
- Acalypha prunifolia
- Acalypha pruriens
- Acalypha pseudalopecuroides
- Acalypha pseudoalopecuroides
- Acalypha pseudovagans
- Acalypha psilostachya
- Acalypha psilostachya var. glandulosa
- Acalypha pubiflora
- Acalypha pubiflora australica
- Acalypha pubiflora pubiflora
- Acalypha pubiflora subsp. australica
- Acalypha pulchrespicata
- Acalypha punctata
- Acalypha purpurascens
- Acalypha purpusii
- Acalypha pycnantha
- Acalypha pygmaea
- Acalypha racemosa
- Acalypha radians
- Acalypha radicans
- Acalypha radinostachya
- Acalypha radula
- Acalypha rafaelensis
- Acalypha 'Raggedy Ann'
- Acalypha raivavensis
- Acalypha rapensis
- Acalypha reflexa
- Acalypha rehmanni
- Acalypha repanda
- Acalypha repanda var. denudata
- Acalypha reptans
- Acalypha reptans var. glechomaefolia
- Acalypha retifera
- Acalypha rhombifolia
- Acalypha rhomboidea
- Acalypha richardiana
- Acalypha riedeliana
- Acalypha rivularis
- Acalypha rottleroides
- Acalypha rubrinervis
- Acalypha rubroserrata
- Acalypha ruderalis
- Acalypha ruiciana
- Acalypha ruiziana
- Acalypha rupestris
- Acalypha rusbyi
- Acalypha sabulicola
- Acalypha salicifolia
- Acalypha salicina
- Acalypha salicioides
- Acalypha salvadorensis
- Acalypha salviifolia
- Acalypha samydaefolia
- Acalypha saxicola
- Acalypha scabrosa
- Acalypha scabrosa var. betulaefolia
- Acalypha scandens
- Acalypha schiedeana
- Acalypha schiedeana f. angustifolia
- Acalypha schiedeana f. latifolia
- Acalypha schimpffii
- Acalypha schimpfii
- Acalypha schlechtendahliana
- Acalypha schlechtendaliana
- Acalypha schlechteri
- Acalypha schlumbergeri
- Acalypha schreiteri
- Acalypha schultesii
- Acalypha scleropumila
- Acalypha segetalis
- Acalypha sehnemii
- Acalypha seleriana
- Acalypha seminuda
- Acalypha senilis
- Acalypha septemloba
- Acalypha sericea
- Acalypha sericea var. baurii
- Acalypha sericea var. indefessus
- Acalypha sessilifolia
- Acalypha setosa
- Acalypha siamensis
- Acalypha sidaefolia
- Acalypha silvestrii
- Acalypha simplicissima
- Acalypha simplicistila
- Acalypha simplicistyla
- Acalypha 'Sizzle Scissors'
- Acalypha skutchii
- Acalypha sonderi
- Acalypha sonderiana
- Acalypha soratensis
- Acalypha spachiana
- Acalypha spectabilis
- Acalypha spinescens
- Acalypha squarrosa
- Acalypha stachyura
- Acalypha stellata
- Acalypha stenoloba
- Acalypha stenophylla
- Acalypha stricta
- Acalypha striolata
- Acalypha subbullata
- Acalypha subcastrata
- Acalypha subcuneata
- Acalypha subescandens
- Acalypha subintegra
- Acalypha subsana
- Acalypha subscandens
- Acalypha subterranea
- Acalypha subtomentosa
- Acalypha subvillosa
- Acalypha subviscida
- Acalypha suirebiensis
- Acalypha suirenbiensis
- Acalypha supera
- Acalypha swallowensis
- Acalypha synoica
- Acalypha tabascensis
- Acalypha tacanensis
- Acalypha taiwanensis
- Acalypha tamaulipasensis
- Acalypha tenera
- Acalypha tenuicauda
- Acalypha tenuifolia
- Acalypha tenuiramea
- Acalypha tiliifolia
- Acalypha tomentosa
- Acalypha tomentulosa
- Acalypha totonaca
- Acalypha trachyloba
- Acalypha transvaalensis
- Acalypha tricholoba
- Acalypha tricolor
- Acalypha trilaciniata
- Acalypha triloba
- Acalypha tunguraguae
- Acalypha uleana
- Acalypha ulmifolia
- Acalypha umbrosa
- Acalypha urostachya
- Acalypha vagans
- Acalypha vallartae
- Acalypha variabilis
- Acalypha variegata
- Acalypha vellamea
- Acalypha velutina
- Acalypha venezuelica
- Acalypha venosa
- Acalypha verbenacea
- Acalypha vermifera
- Acalypha vernifera
- Acalypha veronicoides
- Acalypha villicaulis
- Acalypha villicaulis var. minor
- Acalypha villosa
- Acalypha vincentina
- Acalypha virgata
- Acalypha virginica
- Acalypha virginica gracilens
- Acalypha virginica var. deamii
- Acalypha virginica var. rhomboidea
- Acalypha volkensii
- Acalypha vulneraria
- Acalypha warburgii
- Acalypha websteri
- Acalypha weddelliana
- Acalypha welwitschiana
- Acalypha wigginsii
- Acalypha wilderi
- Acalypha wilkesiana 'Bourbon Street'
- Acalypha wilkesiana 'Can-can'
- Acalypha wilkesiana 'Ceylon'
- Acalypha wilkesiana 'Curly-Q'
- Acalypha wilkesiana 'Cypress Elf'
- Acalypha wilkesiana 'Godseffiana'
- Acalypha wilkesiana 'Gold Cant'
- Acalypha wilkesiana 'Haleakala'
- Acalypha wilkesiana 'Hamiltoniana'
- Acalypha wilkesiana 'Heterophylla'
- Acalypha wilkesiana 'Hoffmanii'
- Acalypha wilkesiana 'Hoffmannii'
- Acalypha wilkesiana 'Kona Coast'
- Acalypha wilkesiana 'Macafeana'
- Acalypha wilkesiana 'Macafeeana'
- Acalypha wilkesiana 'Macrophylla'
- Acalypha wilkesiana 'Marginata'
- Acalypha wilkesiana 'Miltoniana'
- Acalypha wilkesiana 'Moorea'
- Acalypha wilkesiana 'Mosaica'
- Acalypha wilkesiana 'Musaica'
- Acalypha wilkesiana 'Obovata'
- Acalypha wilkesiana 'Pudsiana'
- Acalypha wilkesiana 'Tahiti'
- Acalypha wilkesiana 'Tahitii'
- Acalypha wilkesiana 'Torta'
- Acalypha wilksiana 'Hoffmanii'
- Acalypha williamsii
- Acalypha wilmsii
- Acalypha wui
- Acalypha yucatanense
- Acalypha yucatanensis
- Acalypha zeyheri
- Acalypha zollingeri